# أرني سويل
أرني سويل (بالإنجليزية: Arnie Sowell)‏ هو عداء المسافات المتوسطة أمريكي، ولد في 6 أبريل 1935 في بيتسبرغ في الولايات المتحدة.

## وصلات خارجية
- أرني سويل على موقع أوليمبيديا (الإنجليزية)